# Municipio de Dutch Creek (Iowa)
El municipio de Dutch Creek (en inglés: Dutch Creek Township) es un municipio ubicado en el condado de Washington en el estado estadounidense de Iowa. En el año 2010 tenía una población de 263 habitantes y una densidad poblacional de 2,29 personas por km².

## Geografía
El municipio de Dutch Creek se encuentra ubicado en las coordenadas 41°17′10″N 91°53′31″O / 41.28611, -91.89194. Según la Oficina del Censo de los Estados Unidos, el municipio tiene una superficie total de 114.93 km², de la cual 114,2 km² corresponden a tierra firme y (0,63 %) 0,72 km² es agua.

## Demografía
Según el censo de 2010, había 263 personas residiendo en el municipio de Dutch Creek. La densidad de población era de 2,29 hab./km². De los 263 habitantes, el municipio de Dutch Creek estaba compuesto por el 99,24 % blancos, el 0,38 % eran amerindios, el 0,38 % eran asiáticos. Del total de la población el 0 % eran hispanos o latinos de cualquier raza.